# Tour de France 1980
Die 67. Tour de France fand vom 26. Juni bis 20. Juli 1980 statt. Sie führte auf 22 Etappen über 3945,5 km. Nachdem der Niederländer Joop Zoetemelk schon fünfmal Zweiter (bei der Tour 1970, 1971, 1976, 1978 und 1979) geworden war, gewann der mittlerweile 33-jährige 1980 doch noch die französische Rundfahrt. Es nahmen 130 Rennfahrer an der Rundfahrt teil, von denen 85 klassifiziert wurden.

## Teilnehmende Mannschaften
| Profi-Radsportteams (13)- Renault-Gitane - TI-Raleigh-Creda - Puch-Sem-Campagnolo - Peugeot-Esso-Michelin - DAF Trucks-Lejeune - Splendor-Admiral - Marc-Carlos-V.R.D.-Woningbouw - Miko-Mercier-Vivagel - La Redoute-Motobécane - IJsboerke-Warncke Eis - Boston-IFI-Mavic - Teka - Kelme-Gios |
| |

## Rennverlauf
Der Prolog der Tour fand zum zweiten Mal in Deutschland statt, nach Köln 1965 diesmal in Frankfurt am Main. Danach führten zwei Halbetappen nach Wiesbaden und erneut Frankfurt.
Titelverteidiger Bernard Hinault ging als klarer Favorit ins Rennen und gewann früh drei Etappen. In den Pyrenäen übernahm er das Gelbe Trikot von dem lange führenden Belgier Rudy Pevenage, musste aufgrund einer Krankheit das Rennen aber als Führender aufgeben.
Dadurch war der Weg frei für die „Tour der Holländer“: Joop Zoetemelk siegte in der Gesamtwertung vor seinem Landsmann Hennie Kuiper, insgesamt gab es zwölf niederländische Etappensiege von sieben verschiedenen Fahrern.

## Die Etappen
| Etappe      | Datum    | Etappenorte                                                 | type                 | Länge (km) | Etappensieger       | Gesamtführender  |
| ----------- | -------- | ----------------------------------------------------------- | -------------------- | ---------- | ------------------- | ---------------- |
| Prolog      | 26. Jun. | Frankfurt am Main – Frankfurt am Main                       | Prolog               | 7,6        | Bernard Hinault     | Bernard Hinault  |
| 1. a Etappe | 27. Jun. | Frankfurt am Main – Wiesbaden                               | Flachetappe          | 133        | Jan Raas            | Bernard Hinault  |
| 1. b Etappe | 27. Jun. | Wiesbaden – Frankfurt am Main                               | Teamzeitfahren       | 45,8       | TI-Raleigh-Creda    | Gerrie Knetemann |
| 2. Etappe   | 28. Jun. | Frankfurt am Main – Metz                                    | Flachetappe          | 276        | Rudy Pevenage       | Yvon Bertin      |
| 3. Etappe   | 29. Jun. | Metz – Lüttich                                              | Flachetappe          | 282,5      | Henk Lubberding     | Rudy Pevenage    |
| 4. Etappe   | 30. Jun. | Circuit de Spa-Francorchamps – Circuit de Spa-Francorchamps | Einzelzeitfahren     | 34,6       | Bernard Hinault     | Rudy Pevenage    |
| 5. Etappe   | 1. Jul.  | Lüttich – Lille                                             | Flachetappe          | 236,5      | Bernard Hinault     | Rudy Pevenage    |
| 6. Etappe   | 2. Jul.  | Lille – Compiègne                                           | Flachetappe          | 215,6      | Jean-Louis Gauthier | Rudy Pevenage    |
| 7. a Etappe | 3. Jul.  | Compiègne – Beauvais                                        | Teamzeitfahren       | 65         | TI-Raleigh-Creda    | Rudy Pevenage    |
| 7. b Etappe | 3. Jul.  | Beauvais – Rouen                                            | Flachetappe          | 92         | Jan Raas            | Rudy Pevenage    |
| 8. Etappe   | 4. Jul.  | Flers – Saint-Malo                                          | Flachetappe          | 164,2      | Bert Oosterbosch    | Rudy Pevenage    |
| 9. Etappe   | 6. Jul.  | Saint-Malo – Nantes                                         | Flachetappe          | 205,3      | Jan Raas            | Rudy Pevenage    |
| 10. Etappe  | 7. Jul.  | Rochefort – Bordeaux                                        | Flachetappe          | 163        | Cees Priem          | Rudy Pevenage    |
| 11. Etappe  | 8. Jul.  | Damazan – Laplume                                           | Einzelzeitfahren     | 51,8       | Joop Zoetemelk      | Bernard Hinault  |
| 12. Etappe  | 9. Jul.  | Agen – Pau                                                  | Flachetappe          | 194,1      | Gerrie Knetemann    | Bernard Hinault  |
| 13. Etappe  | 10. Jul. | Pau – Bagnères-de-Luchon                                    | Hochgebirgsetappe    | 200,4      | Raymond Martin      | Joop Zoetemelk   |
| 14. Etappe  | 11. Jul. | Lézignan-Corbières – Montpellier                            | Flachetappe          | 189,5      | Ludo Peeters        | Joop Zoetemelk   |
| 15. Etappe  | 12. Jul. | Montpellier – Martigues                                     | Flachetappe          | 160        | Bernard Vallet      | Joop Zoetemelk   |
| 16. Etappe  | 13. Jul. | Trets – Pra-Loup                                            | Hochgebirgsetappe    | 208,6      | Jos Deschoenmaecker | Joop Zoetemelk   |
| 17. Etappe  | 14. Jul. | Serre Chevalier – Morzine                                   | Hochgebirgsetappe    | 242        | Mariano Martínez    | Joop Zoetemelk   |
| 18. Etappe  | 16. Jul. | Morzine                                                     | Hochgebirgsetappe    | 198,8      | Ludo Loos           | Joop Zoetemelk   |
| 19. Etappe  | 17. Jul. | Voreppe – Saint-Étienne                                     | Mittelschwere Etappe | 139,7      | Sean Kelly          | Joop Zoetemelk   |
| 20. Etappe  | 18. Jul. | Saint-Étienne – Saint-Étienne                               | Einzelzeitfahren     | 34,5       | Joop Zoetemelk      | Joop Zoetemelk   |
| 21. Etappe  | 19. Jul. | Auxerre – Fontenay-sous-Bois                                | Flachetappe          | 208        | Sean Kelly          | Joop Zoetemelk   |
| 22. Etappe  | 20. Jul. | Fontenay-sous-Bois – Paris                                  | Flachetappe          | 186,1      | Pol Verschuere      | Joop Zoetemelk   |

## Ergebnisse

### Gesamtwertung
| \| Gesamtwertung \| Gesamtwertung \| Gesamtwertung \| Gesamtwertung \| Gesamtwertung \| \| Fahrer \| Fahrer \| Land \| Team \| Zeit \| \| ------------- \| ------------------------ \| ------------- \| ----------------------------- \| ----------------- \| \| 1. \| Joop Zoetemelk \| Niederlande \| TI-Raleigh-Creda \| 109 h 19 min 14 s \| \| 2. \| Hennie Kuiper \| Niederlande \| Peugeot-Esso-Michelin \| + 6 min 55 s \| \| 3. \| Raymond Martin \| Frankreich \| Miko-Mercier-Vivagel \| + 7 min 56 s \| \| 4. \| Johan De Muynck \| Belgien \| Splendor-Admiral \| + 12 min 24 s \| \| 5. \| Joaquim Agostinho \| Portugal \| Puch-Campagnolo-Sem \| + 15 min 37 s \| \| 6. \| Christian Seznec \| Frankreich \| Miko-Mercier-Vivagel \| + 16 min 16 s \| \| 7. \| Sven-Åke Nilsson \| Schweden \| Miko-Mercier-Vivagel \| + 16 min 33 s \| \| 8. \| Ludo Peeters \| Belgien \| IJsboerke-Warncke Eis \| + 20 min 45 s \| \| 9. \| Pierre Bazzo \| Frankreich \| La Redoute-Motobécane \| + 21 min 03 s \| \| 10. \| Henk Lubberding \| Niederlande \| TI-Raleigh-Creda \| + 21 min 10 s \| \| 11. \| Robert Alban \| Frankreich \| La Redoute-Motobécane \| + 22 min 41 s \| \| 12. \| Johan van der Velde \| Niederlande \| TI-Raleigh-Creda \| + 25 min 28 s \| \| 13. \| Claude Criquielion \| Belgien \| Splendor-Admiral \| + 27 min 43 s \| \| 14. \| Jostein Wilmann \| Norwegen \| Puch-Campagnolo-Sem \| + 28 min 04 s \| \| 15. \| Régis Ovion \| Frankreich \| Puch-Campagnolo-Sem \| + 29 min 48 s \| \| 16. \| Lucien Van Impe \| Belgien \| Marc-Carlos-V.R.D.-Woningbouw \| + 32 min 55 s \| \| 17. \| Bernard Thévenet \| Frankreich \| Teka \| + 32 min 59 s \| \| 18. \| Ludo Loos \| Belgien \| Marc-Carlos-V.R.D.-Woningbouw \| + 36 min 36 s \| \| 19. \| Jo Maas \| Niederlande \| DAF Trucks-Lejeune \| + 36 min 44 s \| \| 20. \| Vicente Belda \| Spanien \| Kelme-Gios \| + 42 min 42 s \| \| 21. \| Patrick Busolini \| Frankreich \| Puch-Campagnolo-Sem \| + 45 min 35 s \| \| 22. \| Gery Verlinden \| Belgien \| IJsboerke-Warncke Eis \| + 52 min 17 s \| \| 23. \| Ferdinand Julien \| Frankreich \| Boston-IFI-Mavic \| + 52 min 37 s \| \| 24. \| Ismael Lejarreta \| Spanien \| Teka \| + 54 min 05 s \| \| 25. \| Alberto Fernández Blanco \| Spanien \| Teka \| + 55 min 17 s \| |                          |             |                               |                   |
| |                          |             |                               |                   |
| Quellen: ProCyclingStats Cycling Archives |                          |             |                               |                   |
| Gesamtwertung |                          |             |                               |                   |
| Fahrer | Fahrer                   | Land        | Team                          | Zeit              |
| 1. | Joop Zoetemelk           | Niederlande | TI-Raleigh-Creda              | 109 h 19 min 14 s |
| 2. | Hennie Kuiper            | Niederlande | Peugeot-Esso-Michelin         | + 6 min 55 s      |
| 3. | Raymond Martin           | Frankreich  | Miko-Mercier-Vivagel          | + 7 min 56 s      |
| 4. | Johan De Muynck          | Belgien     | Splendor-Admiral              | + 12 min 24 s     |
| 5. | Joaquim Agostinho        | Portugal    | Puch-Campagnolo-Sem           | + 15 min 37 s     |
| 6. | Christian Seznec         | Frankreich  | Miko-Mercier-Vivagel          | + 16 min 16 s     |
| 7. | Sven-Åke Nilsson         | Schweden    | Miko-Mercier-Vivagel          | + 16 min 33 s     |
| 8. | Ludo Peeters             | Belgien     | IJsboerke-Warncke Eis         | + 20 min 45 s     |
| 9. | Pierre Bazzo             | Frankreich  | La Redoute-Motobécane         | + 21 min 03 s     |
| 10. | Henk Lubberding          | Niederlande | TI-Raleigh-Creda              | + 21 min 10 s     |
| 11. | Robert Alban             | Frankreich  | La Redoute-Motobécane         | + 22 min 41 s     |
| 12. | Johan van der Velde      | Niederlande | TI-Raleigh-Creda              | + 25 min 28 s     |
| 13. | Claude Criquielion       | Belgien     | Splendor-Admiral              | + 27 min 43 s     |
| 14. | Jostein Wilmann          | Norwegen    | Puch-Campagnolo-Sem           | + 28 min 04 s     |
| 15. | Régis Ovion              | Frankreich  | Puch-Campagnolo-Sem           | + 29 min 48 s     |
| 16. | Lucien Van Impe          | Belgien     | Marc-Carlos-V.R.D.-Woningbouw | + 32 min 55 s     |
| 17. | Bernard Thévenet         | Frankreich  | Teka                          | + 32 min 59 s     |
| 18. | Ludo Loos                | Belgien     | Marc-Carlos-V.R.D.-Woningbouw | + 36 min 36 s     |
| 19. | Jo Maas                  | Niederlande | DAF Trucks-Lejeune            | + 36 min 44 s     |
| 20. | Vicente Belda            | Spanien     | Kelme-Gios                    | + 42 min 42 s     |
| 21. | Patrick Busolini         | Frankreich  | Puch-Campagnolo-Sem           | + 45 min 35 s     |
| 22. | Gery Verlinden           | Belgien     | IJsboerke-Warncke Eis         | + 52 min 17 s     |
| 23. | Ferdinand Julien         | Frankreich  | Boston-IFI-Mavic              | + 52 min 37 s     |
| 24. | Ismael Lejarreta         | Spanien     | Teka                          | + 54 min 05 s     |
| 25. | Alberto Fernández Blanco | Spanien     | Teka                          | + 55 min 17 s     |

### Bergwertung
| Bergwertung | Bergwertung       | Bergwertung | Bergwertung                   | Bergwertung |
| Fahrer      | Fahrer            | Land        | Team                          | Punkte      |
| ----------- | ----------------- | ----------- | ----------------------------- | ----------- |
| 1.          | Raymond Martin    | Frankreich  | Miko-Mercier-Vivagel          | 223 P.      |
| 2.          | Ludo Loos         | Belgien     | Marc-Carlos-V.R.D.-Woningbouw | 162 P.      |
| 3.          | Ludo Peeters      | Belgien     | IJsboerke-Warncke Eis         | 147 P.      |
| 4.          | Sven-Åke Nilsson  | Schweden    | Miko-Mercier-Vivagel          | 145 P.      |
| 5.          | Joop Zoetemelk    | Niederlande | TI-Raleigh-Creda              | 137 P.      |
| 6.          | Jostein Wilmann   | Norwegen    | Puch-Campagnolo-Sem           | 116 P.      |
| 7.          | Vicente Belda     | Spanien     | Kelme-Gios                    | 99 P.       |
| 8.          | Lucien Van Impe   | Belgien     | Marc-Carlos-V.R.D.-Woningbouw | 97 P.       |
| 9.          | Robert Alban      | Frankreich  | La Redoute-Motobécane         | 86 P.       |
| 10.         | Joaquim Agostinho | Portugal    | Puch-Campagnolo-Sem           | 81 P.       |

### Punktewertung
| Punktewertung | Punktewertung      | Punktewertung | Punktewertung         | Punktewertung |
| Fahrer        | Fahrer             | Land          | Team                  | Punkte        |
| ------------- | ------------------ | ------------- | --------------------- | ------------- |
| 1.            | Rudy Pevenage      | Belgien       | IJsboerke-Warncke Eis | 194 P.        |
| 2.            | Sean Kelly         | Irland        | Splendor-Admiral      | 153 P.        |
| 3.            | Ludo Peeters       | Belgien       | IJsboerke-Warncke Eis | 148 P.        |
| 4.            | Jos Jacobs         | Belgien       | IJsboerke-Warncke Eis | 122 P.        |
| 5.            | Leo van Vliet      | Niederlande   | TI-Raleigh-Creda      | 120 P.        |
| 6.            | Pierre Bazzo       | Frankreich    | La Redoute-Motobécane | 111 P.        |
| 7.            | Guido Van Calster  | Belgien       | Splendor-Admiral      | 89 P.         |
| 8.            | Klaus-Peter Thaler | Deutschland   | Teka                  | 86 P.         |
| 9.            | William Tackaert   | Belgien       | DAF Trucks-Lejeune    | 81 P.         |
| 10.           | Joop Zoetemelk     | Niederlande   | TI-Raleigh-Creda      | 80 P.         |

### Nachwuchswertung
| Nachwuchswertung | Nachwuchswertung    | Nachwuchswertung | Nachwuchswertung      | Nachwuchswertung  |
| Fahrer           | Fahrer              | Land             | Team                  | Zeit              |
| ---------------- | ------------------- | ---------------- | --------------------- | ----------------- |
| 1.               | Johan van der Velde | Niederlande      | TI-Raleigh-Creda      | 109 h 45 min 02 s |
| 2.               | Claude Criquielion  | Belgien          | Splendor-Admiral      | + 1 min 55 s      |
| 3.               | Daniel Plummer      | Belgien          | Splendor-Admiral      | + 32 min 58 s     |
| 4.               | Pascal Simon        | Frankreich       | Peugeot-Esso-Michelin | + 32 min 58 s     |
| 5.               | Sean Kelly          | Irland           | Splendor-Admiral      | + 32 min 58 s     |

### Mannschaftswertung nach Zeit
| Mannschaftswertung | Mannschaftswertung    | Mannschaftswertung | Mannschaftswertung |
| Team               | Team                  | Land               | Zeit               |
| ------------------ | --------------------- | ------------------ | ------------------ |
| 1.                 | Miko-Mercier-Vivagel  | Frankreich         | 450 h 25 min 36 s  |
| 2.                 | TI-Raleigh-Creda      | Niederlande        | + 6 min 02 s       |
| 3.                 | Puch-Sem-Campagnolo   | Frankreich         | + 20 min 35 s      |
| 4.                 | Splendor-Admiral      | Belgien            | + 50 min 20 s      |
| 5.                 | La Redoute-Motobécane | Frankreich         | + 55 min 37 s      |
| 6.                 | IJsboerke-Warncke Eis | Belgien            | + 1 h 08 min 13 s  |
| 7.                 | Peugeot-Esso-Michelin | Frankreich         | + 1 h 17 min 24 s  |
| 8.                 | DAF Trucks-Lejeune    | Belgien            | + 2 h 09 min 29 s  |
| 9.                 | Teka                  | Spanien            | + 2 h 18 min 59 s  |
| 10.                | Renault-Gitane        | Frankreich         | + 2 h 25 min 49 s  |

### Mannschaftswertung nach Punkte
| Mannschaftswertung | Mannschaftswertung    | Mannschaftswertung | Mannschaftswertung |
| Team               | Team                  | Land               | Punkte             |
| ------------------ | --------------------- | ------------------ | ------------------ |
| 1.                 | TI-Raleigh-Creda      | Niederlande        | 1020 P.            |
| 2.                 | IJsboerke-Warncke Eis | Belgien            | 1133 P.            |
| 3.                 | La Redoute-Motobécane | Frankreich         | 1291 P.            |
| 4.                 | Miko-Mercier-Vivagel  | Frankreich         | 1624 P.            |
| 5.                 | Peugeot-Esso-Michelin | Frankreich         | 1680 P.            |
| 6.                 | Splendor-Admiral      | Belgien            | 1753 P.            |